# Tennisball-Wurfmaschine
Eine Tennisball-Wurfmaschine, auch Tenniswurfmaschine, Ballwurfmaschine oder Ballmaschine ist eine Trainingshilfe in der Sportart Tennis. Sie ist in der Lage, mehrere Tennisbälle pro Minute über einen Tennisplatz mit Netz zu schlagen und erlaubt so das Training ohne das Zuspiel durch einen Trainer bzw. Trainingspartner. Durch verschiedene Einstellungsmöglichkeiten, oft in Verbindung mit einer integrierten Elektronik, lassen sich die simulierten Abschläge in ihren Parametern (Höhe, Kraft, Spin, Richtung) variieren.

## Funktionsprinzip

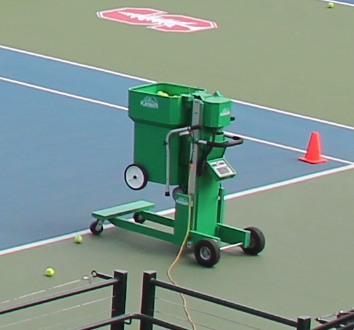
Tennisball-Wurfmaschine im Taube Family Tennis Stadion in Stanford (Kalifornien)

Es existieren verschiedene Bauprinzipien und mehrere Bauvarianten von Ballmaschinen. Viele Modelle werden elektrisch durch Netzspannung oder durch Akkus mit Energie versorgt.
Die Zuführung der Bälle erfolgt über einen meist aufgesetzten Behälter, der nach unten trichterförmig zuläuft. Die Apparatur entnimmt dabei immer nur einen Ball und befördert diesen über den Platz. Dies erfolgt nach einem der folgenden Prinzipien:
- Der Ball wird zwischen zwei gegensätzlich rotierende Rollen geführt, welche den Ball mitnehmen. Durch das Quetschen des Balls zwischen den Rollen wird dieser beim Austritt stark beschleunigt.
- Mittels Druckluft wird der Ball durch ein Rohr in die gewünschte Richtung geschossen.

Neben stationären Ballwurfmaschinen werden inzwischen auch mobile Geräte angeboten (Slinger, Vevor).